# Ресіфі (район Ресіфі)
Ресіфі (порт. Recife) або Старий Ресіфі (порт. Recife Antigo) — найстаріший район міста Ресіфі, штат Пернамбуку, Бразилія, розташований на острові Ресіфі в бухті міста.

## Історія
Стародавнє поселення було засновано на острові португальськими переселенцями у першій половині 16 століття, ними ж було збудовано порт. Цей порт був головним транспортним вузлом, куди постачалася цукрова тростина зі всієї території Пернамбуку. Однак столицею колонії на той час залишалася Олінда. В 1630 році голландці захопили Пернамбуку, зруйнували Олінду і зробили Ресіфі своєю столицею. Протягом наступних років на сусідньому острові Антоніу-Ваз графом Йоганом Мауріцем було засновано нове місто Мауріцстад, що й стало столицею Голландської Бразилії.
Після вигнання голландців в 1654 році місто не постражджало і зберігло добру інфраструктуру. Голландці покращили порт, збудували нові канали. Під час голландського панування у Ресіфі мешкала велика юдейська спільнота, що збудувала у Сарому Ресіфі першу синагогу в Америці, Кахал-Цур-Ізраель. Проте вони були змушені залишити місто через релігійну нетерпимість португальців, частина з них — до колонії Новий Амстердам.
В 1918 році на території Старого Ресіфі було збудовано Порт Ресіфі, найбільший та найновіший на той час порт Північно-Східного регіону. У середині 20-го століття острів був квітучим економічним центром міста, проте у 1970-х роках, із відкриттям Порту Суапі, значення порту Ресіфі значно впало, а за ним його залишила і більша частина населення. З початку 1990-х років уряд міста намагається знову привернути економічну активність до району, зокрема тут утворено технологічний парк — Порту-Діжітал. Також район став важливим туристично-культурним центром, тут відкрилося багато кафе і ресторанів, проводяться культурні події.

## Пам'ятки району
Головними туристичними пам'ятками району є такі:
- Порт Ресіфі (зараз переважно неактивний);
- Мерку-Зеру;
- Стародавня митниця;
- Торрі-Малакофф;
- Синагога Кахал-Цур-Ізраель, найстаріша синагога Америки;
- Форт Брум;
- Стародавня Біржа Пернамбуку і Параїби (зараз культурний центр);
- Торговий центр «Пасу Алфандега»;
- Культурний центр Банку Реал;
- Порту-Діжітал, один з найбільших технологічних парків з виробництва прогамного забезпечення в країні.

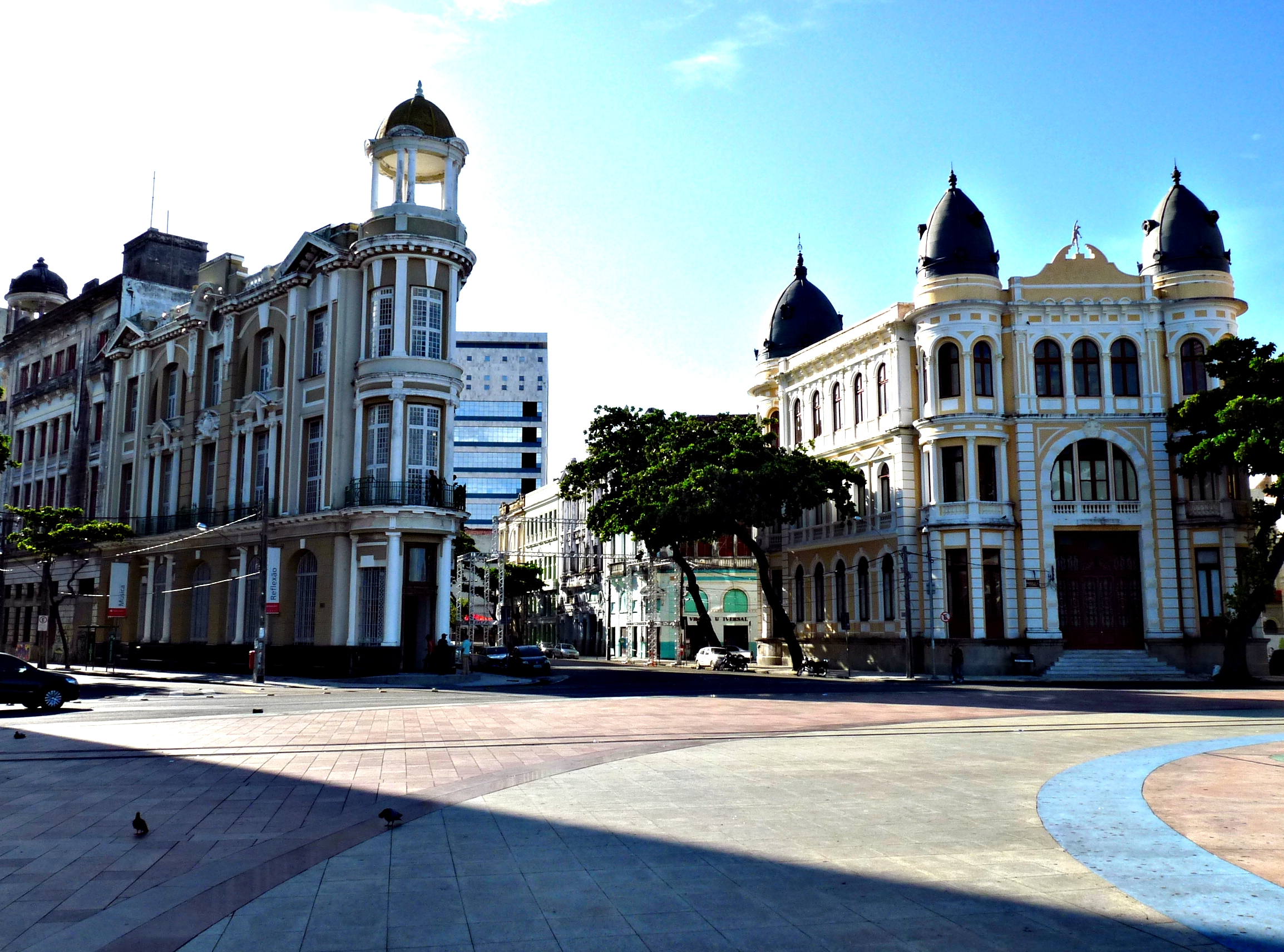
Мерку-Зеру на перехресті проспектів Ріу-Бранку і Маркіза Олінди, звидки почалося місто Ресіфі.
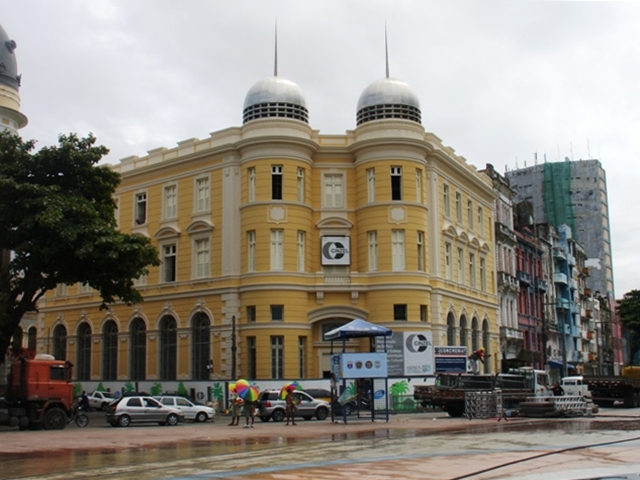
Колишня Біржа Пернамбуку і Параїби
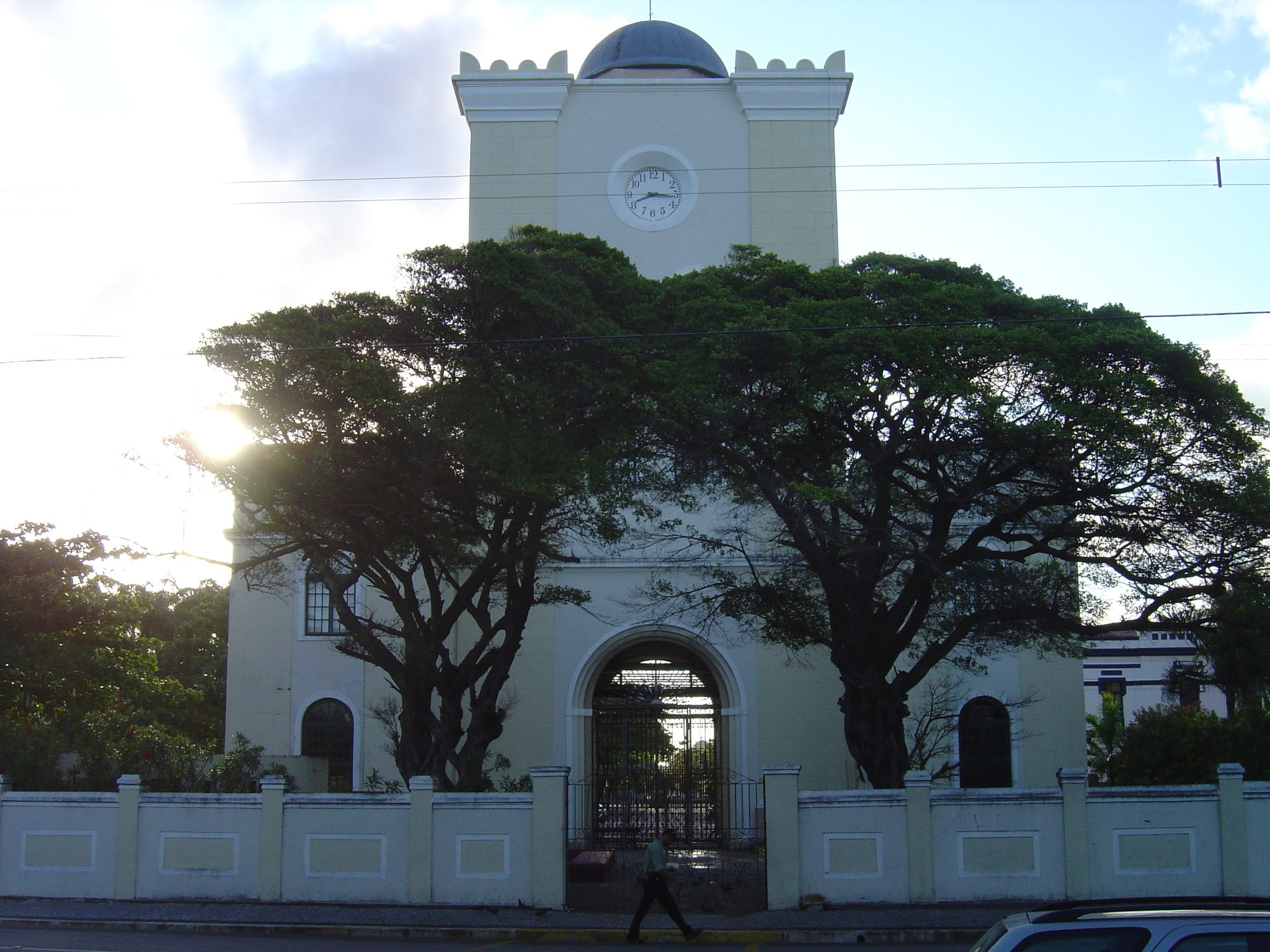
Торрі-Малакофф, будівля колишнього арсеналу, названа на честь Малахова кургану.

## Ресурси Інтеренту
- Мапа району